# Sasa tsuboiana
Espèce
Classification APG II (2003)
Bambou originaire du Japon, formant des massifs de 1 à 2 m de hauteur, très résistant au froid. Il peut être taillé.